# Bus RATP
La RATP gestisce gran parte degli autobus a Parigi, nonché un gran numero di linee nei quartieri e comuni periferici. Altri operatori gestiscono altre linee suburbane, e tutti sono consociati in un consorzio conosciuto come Optile (Organisation professionnelle des transports d'Île-de-France).

## Percorsi
Le linee che operano all'interno dei confini di Parigi hanno un numero composto da due cifre; i bus che effettuano il servizio principalmente nei quartieri periferici, hanno un numero composto da tre cifre.
RATP usa i numeri da 20 a 99 per le linee che operano esclusivamente all'interno della città. Il primo numero rappresenta il capolinea:
- 2 rappresenta la Gare Saint-Lazare
- 3 rappresenta la Gare de l'Est
- 4 rappresenta la Gare du Nord
- 5 rappresenta Place de la République
- 7 rappresenta Châtelet
- 8 rappresenta il Quartiere Latino
- 9 rappresenta la Gare Montparnasse

Il secondo numero rappresenta l'arrondissement di destinazione:
- 2 rappresenta il XVI arrondissement
- 3 e 4 rappresentano il XVII arrondissement
- 5 rappresenta il XVIII e il XIX arrondissement
- 6 rappresenta il XX e il XII arrondissement
- 7 rappresenta il XIII arrondissement
- 8 rappresenta il XIV arrondissement
- 9 rappresenta il XV arrondissement

## Servizi
La RATP opera in 61 bus nel centro della città e numerosi bus nei sobborghi. Nel 2004, 953,6 milioni di viaggi sono stati effettuati su linee di autobus RATP, tra cui 352,2 milioni di viaggi sulle linee del centro di Parigi e 601,4 milioni di viaggi sulle linee di periferia.

## Servizi speciali
La RATP esercita anche 5 linee di bus speciali:
- TVM (14): Antony - La Croix de Berny RER ↔ Saint-Maur-Créteil RER
- Orlybus (283): Denfert-Rochereau ↔ Aeroporto Orly
- Roissybus (352): Opéra ↔ Aeroporto Charles de Gaulle
- 393: Thiais Carrefour de la Résistance ↔ Sucy - Bonneuil RER
- Castor (652): Invalides Métro RER ↔ Gare d'Austerlitz Métro RER

## Servizi interurbani
La RATP opera anche in bus nelle banlieue, tra cui:
- Asnières
- Bondy
- Boulogne-Billancourt
- Châtillon
- Choisy-le-Roi
- Clamart
- Clichy
- Fontenay-sous-Bois
- Gentilly

- Issy-les-Moulineaux
- Kremlin-Bicêtre
- Le Pré-Saint-Gervais
- Les Lilas
- L'Haÿ-les-Roses
- L'Île-Saint-Denis
- Malakoff
- Meudon
- Montrouge
- Nanterre

- Neuilly-sur-Seine
- Nogent-sur-Marne
- Noisy-le-Sec
- Pantin
- Les Pavillons-sous-Bois
- Puteaux
- Rueil-Malmaison
- Saint-Ouen
- Suresnes
- Valenton
- Villiers-sur-Marne
- Villejuif

## Noctilien
In collaborazione con Transilien, RATP gestisce un servizio di autobus notturni chiamato Noctilien tra le 0:30 e le 5:30.